# Station Korzybie
Station Korzybie (Duits: Zollbrück (Pommern)) is een spoorwegstation in de Poolse plaats Korzybie.